# Bagrus meridionalis
Der Kampango oder Kampoyo (Bagrus meridionalis) ist eine vom Aussterben bedrohte Art der Stachelwelse, die im Malawisee, im Malombesee und im oberen Shire in Afrika beheimatet ist. Er lebt bevorzugt in felsnahen Gebiete über sandigem oder schlammigem Grund in einer Wassertiefe von meist weniger als 50 m, kommt aber auch in größeren Tiefen vor, solange ausreichend Sauerstoff vorhanden ist. Er ist in der Region ein wichtiger und beliebter Speisefisch.

## Aussehen und Lebensweise
Der Kampango gehört zu den größten Fischen im Malawisee und wird bis zu 1 m, eventuell sogar bis 1,5 m lang. Üblicherweise werden die Fische 40 bis 50 cm groß, die Weibchen sind in der Regel größer als die Männchen. Die Oberseite ist dunkelbraun oder oliv bis fast schwarz gefärbt, während die Unterseite blasser ist. Die Fische haben schwarze Punkte oder Flecken, die unregelmäßig auf dem Rücken, auf Fett-, Schwanz- und Afterflossen und manchmal auch auf den gestreiften Rückenflossen verstreut sind. Jungtiere sind grau mit dunklen Flecken. Tagsüber verstecken sich Kampangos meist in Höhlen und gehen in der Abend- oder Morgendämmerung auf Jagd. Sie ernähren sich größtenteils von den zahlreichen Buntbarschen.

## Fortpflanzung
Zur Fortpflanzung graben Männchen im flachen Wasser ein ovales Nest im Sandboden, oft in der Nähe von Felsen, in die die Weibchen mehrere Tausend Eier legen. Eier und Jungtiere werden von den Weibchen bewacht, manchmal in Zusammenarbeit mit territorialen Buntbarschen. Andere Studien gehen davon aus, dass sich beide Elterntiere um den Schutz der Brut kümmern. Nach dem Schlüpfen ernähren sich die Jungtiere zunächst von unbefruchteten Eiern, die die Weibchen in das Nest legen. Das Männchen versorgt die Jungtiere mit Invertebraten, die es zu dem Nest bringt. Erst wenn sie sie etwa 12 cm lang sind, verlassen die jungen Kampangos den Schutz ihrer Eltern.

## Ökologie
Eier und Jungtiere werden von verschiedenen Buntbarschen wie Mylochromis melanonotus und Pseudotropheus crabro gefressen. Außerhalb der Brutzeit betätigt sich P. crabro als Putzerfisch, da er Kampangos von Parasiten und totem Gewebe befreit. Ein anderer Wels, Bathyclarias nyasensis, ist ein Brutparasit des Kampangos. Es wurde beobachtet, dass Kampango-Eltern ganze Bruten von B. nyasensis-Jungtieren betreuen. Da diese Bruten fast ausschließlich aus B. nyasensis-Jungtieren bestanden, wird vermutet, dass diese vor den Kampangos schlüpfen und die Kampango-Eier fressen.
Im Gegensatz dazu lassen bestimmte Buntbarsche, insbesondere Copadichromis pleurostigmoides, Ctenopharynx pictus und Rhamphochromis, ihre Jungen in der Nähe nistender Kampangos frei. In etwa der Hälfte der Fälle haben sowohl die Kampango- als auch die Buntbarsch-Elterntiere die gemischte Gruppe beschützt, was zu einer deutlich höheren Überlebensrate der Jungtiere führt.

## Speisefisch und Status
Kampangos werden als Speisefische sehr geschätzt und mit Netzen, meist jedoch mit Leinen, vor allem in den tieferen Gewässern um Cape Maclear, Salima, Mbenje Island und Nkhata Bay gefangen. Frischer Kampango wird in der Regel filetiert und frittiert, gegrillt oder mit Tomaten, Zwiebeln und Nsima als traditionelles malawisches Gericht gekocht. Geräuchert gilt er als Delikatesse.
Der Kampango war in seinem Verbreitungsgebiet sehr häufig. 2006 wurde der Kampango noch als nicht gefährdet (least concern) eingestuft. Die Bestände sind aber aufgrund von Überfischung drastisch zurückgegangen. Basierend auf den Fangmengen geht man von einem Rückgang von mehr als 90 % von 2006 bis 2018 aus. Er wird daher mittlerweile von der IUCN als stark gefährdet (critically endangered) eingestuft.